# Chapelle de la Glière
Pour l’article homonyme, voir Chapelle de la Glière (Champagny-en-Vanoise).
La Chapelle de la Glière est une voie d'escalade libre des aiguilles de la Glière dans le massif des aiguilles Rouges figurant au quatrième rang du livre Le massif du Mont-Blanc - Les 100 plus belles courses de Gaston Rébuffat.

## Description
Située sur l'aiguille de la Glière Sud (2 842 m) dans le massif des aiguilles Rouges, au dessus de Chamonix-Mont-Blanc, la Chapelle de la Glière désigne un promontoire rocheux et rectangulaire. Il est surmonté d'une petit clocher naturel, qui fait penser à une chapelle lorsqu'on observe l'arête depuis le bas de l'Aiguille. 
On y accède par l'arête sud de l'aiguille par un parcours 100 % escalade réservé à des grimpeurs d'un bon niveau.

## Historique
La première ascension a été réalisée en 1964 par G. Belin, G. Bourasset, A. Comte, J Engelmann, R. Patty et F. de Sièyes,.

## Caractéristiques
- Activités : alpinisme sur rocher, grandes voies en montagne
- Altitude min/max : 2 383 m/2 663 m
- Dénivelé : +450 m
- Dénivelé des difficultés : +350 m
- Configuration : arête, crête
- Orientation principale : sud
- Type d'itinéraire : boucle / retour au pied de la voie
- Temps de parcours : 3h à 5h
- Cotation alpinisme globale : Difficile
- Engagement : II
- Cotation : 4c (obligatoire) à 5a (libre)
- Qualité de l'équipement sur place : peu équipé[4]

## Itinéraire

### Approche
Du télésiège de l'index, suivre la direction du col de la Glière. Traverser par un petit sentier sous l'Index et descendre un couloir raide qui vous amène aux pierriers. Remonter un couloir raide, dans le second pierrier, jusqu'au pied de la voie.

### Ascension
Par deux longueurs, remonter le dièdre d'attaque (IV +) puis suivre l'arête (III) jusqu'au pied d'un second dièdre que l'on remonte en deux longueurs (IV+). Suivre les anneaux à la main l'arête et venir buter sur un nouveau ressaut, le remonter en une courte longueur (IV) jusqu'au pied du fameux passage du Rasoir. L'escalader par le bord gauche (III+) puis traverser à droite pour rejoindre une bonne terrasse. Remonter les anneaux à la main jusqu'à un nouveau dièdre que l'on remonte par son fond (IV) puis suivre une sente à chamois qui nous mène par de petits couloirs dans une brèche au pied de la Chapelle. Gravir le sommet de la Chapelle par son flanc E (IV+, 1 piton), puis redescendre légèrement au pied du Clocher. Monter au Clocher par une courte longueur plutôt par la droite (IV+, 1 piton). La montée directe par l'arête à gauche est plus raide (5c/6a).

### Descente
Un rappel de 20 m dépose au pied du Clocher, puis suivre une série de traces qui nous ramène au Col de l'index. Descendre le couloir qui mène à un rappel de 27 m et non 20 m comme indiqué dans certains topos. Un brin de 50 m suffit.